# 克丽斯廷·布雷伊斯特尔
克丽斯廷·布雷伊斯特尔（挪威語：Kristine Breistøl，1993年8月23日—），挪威女子手球运动员，2020年夏季奥林匹克运动会女子铜牌得主、2021年世界女子手球锦标赛金牌得主、2023年世界女子手球锦标赛银牌得主、2024年夏季奥林匹克运动会女子金牌得主。